# Multichannel television sound
L'MTS (acronimo per Multichannel Television Sound), conosciuto anche come BTSC, dal nome dell'ente, il
Broadcast Television Systems Committee, che l'ha creato, è un sistema che consente di trasmettere con la portante audio di una trasmissione televisiva, oltre al normale canale monofonico, tre ulteriori canali audio, opportunamente codificati: il sottocanale stereo, il canale audio secondario (o SAP: Secondary Audio Program) e il canale professionale (PRO).

## Storia
L'MTS è stato adottato nel 1984 dall'FCC (Federal Communications Commission) come standard per la trasmissione del suono stereofonico a due canali col sistema NTSC in uso negli Stati Uniti (i due ulteriori canali, SAP e PRO, possono anche non essere presenti).
L'MTS è stato adottato nei seguenti paesi:
- Stati Uniti (sistema NTSC)
- Canada (sistema NTSC)
- Messico (sistema NTSC)
- Brasile (sistema PAL-M)
- Argentina (sistema PAL-N)
- Taiwan (sistema NTSC)

## La trasmissione stereofonica in MTS
Il sistema MTS consente di trasmettere due canali stereo mantenendo la compatibilità con la trasmissione
monofonica. Per raggiungere questo obiettivo i due canali stereo sinistro (S) e destro (D) vengono codificati in due canali che sono rispettivamente la loro somma (S+D) e la loro differenza (S-D).
Il "canale somma" viene trasmesso nello stesso modo in cui viene trasmesso un normale canale monofonico, cioè modulando
una portante audio a 4,45 MHz (col sistema NTSC) sopra la portante video (è proprio questo che garantisce la compatibilità con le trasmissioni monofoniche).
Il "canale differenza", chiamato anche "sottocanale stereo", viene dapprima codificato in DBX (si tratta di una versione speciale del DBX, chiamata DBX-TV, appositamente studiata per il suono delle trasmissioni televisive). Ciò si ottiene modulando una sottoportante (della portante audio) a 31,468 kHz (col sistema NTSC).
In ricezione, dalla somma dei due canali S+R e S-R si riottiene il canale sinistro originale, mentre dalla loro
differenza si riottiene il canale destro.
In circostanze ideali l'MTS garantisce una separazione stereo fra i due canali sinistro e destro migliore di quella ottenibile con lo standard VHS hi-fi. Tuttavia la diafonia fra i due canali non può essere del tutto eliminata.
Va notato che il "canale somma" non viene trattato col DBX, per mantenerlo compatibile col normale canale monofonico.

## I canali SAP e PRO
Il sistema MTS prevede anche la possibilità di trasmettere un canale audio secondario (SAP) e un canale professionale (PRO).
Il primo, a sua volta codificato in DBX e trasmesso modulando una sottoportante (della portante audio) a 78,671 kHz (col sistema NTSC), normalmente serve per un secondo programma audio associato al programma video, come ad esempio una colonna sonora in un'altra lingua. Tuttavia può anche essere usato per trasmettere programmi radio indipendenti
dal programma video. Il canale SAP può inoltre fornire il Descriptive Video Service (DVS) (in inglese servizio descrizione video), che permette di visualizzare sul televisore informazioni sulla trasmissione televisiva in corso.
Il canale PRO non è destinato ai normali utenti e può essere ricevuto solo con apparecchi speciali. Il suo uso è limitato alle compagnie televisive e serve per la trasmissione di informazioni di servizio.